# IC 5321
IC 5321 је спирална галаксија у сазвјежђу Водолија која се налази на листи објеката дубоког неба у Индекс каталогу.
Деклинација објекта је - 17° 57' 24" а ректасцензија 23h 26m 20,0s. Привидна величина (магнитуда) објекта IC 5321 износи 13,1 а фотографска магнитуда 14,0. Налази се на удаљености од 42,417 милиона парсека од Сунца. IC 5321 је још познат и под ознакама ESO 605-7, MCG -3-59-9, IRAS 23237-1813, PGC 71430.